# Sparatoria della metropolitana di New York del 1984
La sparatoria della metropolitana di New York del 1984 è stato un fatto di cronaca nera che ebbe ampio risalto nei media, accaduto il 22 dicembre 1984 a New York negli Stati Uniti d'America.
Nel pomeriggio di sabato 22 dicembre 1984, quattro ragazzi afroamericani, Barry Allen, Troy Canty, Darrell Cabey e James Ramseur, furono gravemente feriti a colpi di arma da fuoco dal trentasettenne Bernhard Goetz in un vagone della metropolitana di New York a Manhattan.
Goetz si costituì alla polizia nove giorni dopo e fu accusato di tentato omicidio, aggressione a mano armata, e condotta pericolosa ed irresponsabile. Inizialmente Goetz fu visto da gran parte dell'opinione pubblica come la vittima di una tentata rapina che aveva agito per legittima difesa e fu soprannominato "il giustiziere della metropolitana" dalla stampa newyorchese, ricevendo riconoscimento pubblico e supporto da parte di organizzazioni come i Guardian Angels. Tuttavia, in seguito l'opinione generale su Goetz cambiò quando furono divulgate le sue dichiarazioni durante l'interrogatorio della polizia, dove ricorse ad espressioni razziste arrivando a dire di aver anche pensato di cavare gli occhi con le chiavi di casa a una delle vittime della sparatoria, e venne diffusa la notizia che aveva sparato una seconda volta a Darrell Cabey mentre questi era ferito (tesi poi dimostratasi errata).
L'incidente ebbe ampio risalto a livello nazionale e generò dibattiti sul dilagare del crimine nelle maggiori città degli Stati Uniti, circa i limiti legali della legittima difesa, e su fino a che punto i cittadini potevano fare affidamento sulla polizia per garantire la loro sicurezza. Goetz, per molti divenne il simbolo della frustrazione dei cittadini di New York verso l'ondata di crimini che infestava la città negli anni ottanta. La sua figura fu sia lodata sia vilipesa dai mass media e dall'opinione pubblica. L'incidente è stato citato come uno dei fattori principali che contribuirono al movimento contro la criminalità e il degrado urbano, e al successo delle campagne della National Rifle Association of America per allentare le restrizioni circa il trasporto di armi da fuoco.

## Antefatto
Dopo l'arresto, Bernhard Goetz dichiarò di essere stato vittima di una rapina, tre anni prima, nella stazione della metropolitana di Canal Street, da parte di tre giovani afroamericani che lo picchiarono e lo derubarono. La rabbia e l'umiliazione provate in quell'occasione lo portarono a decidere di richiedere il porto d'armi, ma quando la sua domanda venne respinta, decise comunque di acquistare una pistola e portarla addosso per potersi difendere e non ripetere la brutta esperienza.

## Incidente
Nel primo pomeriggio di sabato 22 dicembre 1984, quattro afroamericani provenienti dal quartiere del South Bronx, Barry Allen, Troy Canty e Darrell Cabey, tutti diciannovenni; e James Ramseur, 18 anni, salirono sulla linea 2 della metropolitana. I ragazzi, che avevano tutti precedenti penali per reati minori, dichiararono in seguito che stavano andando a rapinare una sala giochi a Manhattan. Quando il treno arrivò nella stazione 14th Street di Manhattan, sul loro vagone, il settimo del convoglio, rimasero dai quindici ai venti passeggeri.
A quel punto Goetz entrò nel vagone dalla porta più arretrata, attraversò il corridoio e si sedette di fronte alla porta. Canty era dall'altra parte del corridoio rispetto a lui, sdraiato sulla lunga panca appena a destra della porta. Allen era seduto alla sinistra di Canty, sul sedile dall'altro lato della porta. Ramseur e Cabey erano seduti di fronte alla porta e alla destra di Goetz, vicino alla cabina del conduttore. Secondo quanto dichiarato da Goetz alla polizia, approssimativamente dieci secondi dopo, Canty gli chiese: «Come te la passi?» e Goetz rispose: «Bene». Sempre secondo Goetz, i quattro giovani presumibilmente si fecero segno l'un l'altro, e poco dopo Canty e Allen si alzarono dai posti e si spostarono alla sinistra di Goetz, isolandolo dagli altri passeggeri nel vagone. Canty quindi gli disse: «Dammi cinque dollari». Allora Goetz estrasse la pistola (una Smith & Wesson calibro .38) e sparò diverse volte ai quattro ragazzi, colpendoli tutti. Canty e Ramseur testimoniarono al processo che non stavano tentando di derubarlo, ma gli avevano solo chiesto dei soldi. Cabey non testimoniò mentre Allen si appellò al quinto emendamento invocando la facoltà di non rispondere.
Dopo la sparatoria, Goetz fuggì dal treno scendendo nel tunnel della metropolitana, facendo perdere le proprie tracce. Si recò nel New England e il 31 dicembre si costituì alla polizia a Concord (New Hampshire) dichiarando:  «Sono io quello che state cercando a New York».

### Sequenza degli spari
Le fonti differiscono nel riportare l'esatta sequenza degli spari. Prima dell'inizio del processo, i media riportarono la notizia che Goetz aveva sparato un secondo proiettile a Cabey quando questi era ferito, dicendogli: «Non sembri stare troppo male, eccotene un altro». Tale versione fu smentita durante il dibattimento in aula quando fu rivelato che Cabey era stato colpito da una sola pallottola al fianco sinistro.
Al processo civile nel Bronx, Goetz testimoniò di avere sparato per primo a Canty, poi ad Allen, che un terzo colpo andò a vuoto, e infine di aver colpito Cabey e Ramseur. Nel suo sito web personale, Goetz riportò la seguente ricostruzione dei fatti:

### Interrogatorio della polizia
Dopo essersi costituito, Bernhard Goetz fu interrogato per circa due ore alla presenza di un avvocato. L'interrogatorio venne registrato e filmato previa sua autorizzazione. Goetz descrisse la rapina subita tre anni prima, durante la quale era stato ferito e l'unico fermato dalla polizia era stato rilasciato poco dopo. Definì New York una città "senza legge" e il sistema giudiziario "uno scherzo", "una vergogna" e "una disgrazia". Goetz disse che quando i quattro giovani lo avevano circondato sul treno della metropolitana, aveva avuto paura di essere picchiato a morte e derubato. Egli negò qualsiasi premeditazione nella sparatoria, e quando gli venne chiesto quali erano le sue intenzioni nel momento esatto che estrasse il revolver, Goetz rispose: «La mia intenzione era quella di ucciderli, di far loro del male, di farli soffrire il più possibile». Più avanti nella registrazione, Goetz disse: «Se avessi avuto più colpi, gli avrei sparato ancora e ancora. Il mio problema era che avevo finito i proiettili». Egli aggiunse: «Stavo per... stavo per cavare un occhio a uno dei ragazzi [Canty] con le mie chiavi», ma disse di essersi fermato dopo aver visto il terrore sul suo viso. Al processo penale, gli avvocati difensori di Goetz, Barry Slotnick e Mark M. Baker, asserirono che questa ed altre dichiarazioni estreme fatte da Goetz, erano il prodotto dello stato emozionale e della sua fervida immaginazione.
Goetz fu ricondotto a Manhattan il 3 gennaio 1985 e ufficialmente incriminato con quattro imputazioni per tentato omicidio, la cauzione venne fissata in 50,000 dollari. Fu tenuto in custodia cautelare nell'infermeria della prigione di Rikers Island. Pagò egli stesso la cauzione e fu rilasciato in libertà provvisoria l'8 gennaio.

## Bernhard Goetz
Bernhard Hugo Goetz nacque a Kew Gardens, un sobborgo del Queens a New York, il 7 novembre 1947, da Gertrude (nata Karlsberg) e Bernhard Willard Goetz Sr. I suoi genitori erano immigrati tedeschi che si erano conosciuti negli Stati Uniti. Il padre era di religione protestante; la madre, ebrea, si convertì anch'essa al protestantesimo. Durante la crescita, Goetz visse con i genitori e tre fratelli maggiori a Upstate New York, dove suo padre gestiva un caseificio e un'attività di legatoria. All'età di 12 anni fu mandato in Svizzera, dove lui e sua sorella frequentarono un collegio. Goetz tornò negli Stati Uniti nel 1965 per andare al college, e laurearsi in ingegneria elettronica e nucleare alla New York University. All'epoca, la sua famiglia si era trasferita a Orlando in Florida; Goetz li raggiunse e lavorò presso l'attività di sviluppo residenziale di suo padre. Fu sposato per breve tempo. Dopo il divorzio, tornò a New York, dove mise su una piccola azienda di elettronica nel suo appartamento del Greenwich Village.

## "Il giustiziere della metropolitana"
Il caso del "giustiziere della metropolitana" ("The Subway Vigilante"), soprannome dato a Goetz dalla stampa di New York, fu una notizia da prima pagina per mesi, in parte a causa delle reazioni represse che l'incidente suscitò a New York e in altre città statunitensi. L'opinione pubblica si divise in tre fazioni: Quelli che tendevano a simpatizzare per Goetz credendo alla sua versione dei fatti, giustificando le sue azioni come legittima difesa. Quelli che invece credevano a quanto dichiarato dai quattro adolescenti di colore, e cioè che stavano solo cercando di elemosinare qualche soldo per andare a giocare ai videogiochi. E infine quelli che credevano alla tesi di Goetz che fosse stato effettivamente vittima di un tentativo di rapina, ma pensavano che la sua reazione fosse stata spropositata e un eccesso di legittima difesa.

## Questione razziale
Alcuni considerarono l'incidente come emblematico della questione inerente al razzismo negli Stati Uniti d'America (essendo Goetz un uomo bianco che aveva sparato a quattro giovani neri), e troppo mite il verdetto del giudice (un anno di reclusione). Benjamin Hooks, direttore della NAACP, disse che "il verdetto era stato inaccettabile". Floyd Flake fu concorde, dichiarando che "se fosse stato un nero a sparare a quattro bianchi, sarebbe stato automaticamente condannato alla pena di morte". C. Vernon Mason, candidato procuratore distrettuale, disse che le azioni di Goetz erano state razziste, e così fece il reverendo Al Sharpton.
Dei dimostranti per i diritti civili arrivarono ad accusare Goetz di genocidio. Una frase razzista pronunciata da Goetz 18 mesi prima della sparatoria durante una riunione di quartiere circa il crimine sulla 14th Street: «L'unico modo per ripulire le strade è quello di far sparire negri e latini» – fu indicata quale evidenza della motivazione razziale del suo gesto. Leader politici e religiosi della comunità nera richiesero fosse aperta un'indagine federale sull'incidente.
Le indagini da parte dell'ufficio del procuratore distrettuale Rudolph Giuliani stabilirono che la motivazione di Goetz a sparare era stata la paura e non il razzismo. In un'intervista rilasciata a Stone Phillips di Dateline NBC, Goetz ammise a posteriori che la sua paura in quel momento era stata accresciuta dal fatto che i presunti aggressori erano dei negri.

## Processi

### Penale
Il caso venne difeso dagli avvocati Barry Slotnick e Mark M. Baker. Slotnick sostenne che le azioni di Goetz rientravano nello statuto di autodifesa dello Stato di New York. Ai sensi della Sezione 35.15: "Una persona non può usare la forza fisica mortalmente su un'altra persona; ... a meno che; ... ritenga ragionevolmente che tale altra persona stia commettendo o tentando di commettere [uno dei reati presupposti enumerati, inclusa la rapina]".
Goetz venne giudicato a Manhattan da una giuria formata da 10 bianchi e 2 afroamericani, dei quali 6 erano stati vittima di crimini urbani. Fu ritenuto colpevole di tentato omicidio e aggressione di primo grado e incriminato per possesso illegale di arma da fuoco non registrata, carica e senza porto d'armi. Fu condannato a sei mesi di carcere, un anno di trattamento psichiatrico, cinque anni di libertà vigilata, 200 ore di servizio civile, e a una multa di 5,000 dollari. In appello la sentenza venne modificata in un anno di carcere senza libertà vigilata. Goetz scontò in prigione otto mesi della pena.

### Civile
Un mese dopo la sparatoria, gli avvocati di Darrell Cabey (che era rimasto paralizzato su una sedia a rotelle e aveva subito danni cerebrali), William Kunstler e Ron Kuby intentarono una causa civile nei confronti di Goetz per chiedere un risarcimento. La causa fu discussa nel 1996, oltre undici anni dopo l'incidente, nel Bronx, con il razzismo come tema portante. Durante il processo, Goetz ammise in aula di aver rilasciato dichiarazioni di stampo razzista e di aver fumato marijuana negli anni ottanta. Kuby ritrasse Goetz come un aggressore razzista; mentre la difesa sostenne la tesi della legittima difesa poiché Goetz, sentendosi circondato, aveva reagito in preda alla paura di essere rapinato e picchiato, come già gli era successo in passato. Il giornalista Jimmy Breslin testimoniò al processo che in un'intervista del 1985, Cabey negò il proprio coinvolgimento nel tentativo di rapina, ma confermò che Canty, Allen e Ramseur volevano rapinare Goetz.
La giuria stabilì che Goetz era colpevole di condotta irresponsabile e di aver intenzionalmente voluto arrecare danni a Cabey. Goetz fu condannato a risarcire Cabey con 43 milioni di dollari. Successivamente Goetz dichiarò bancarotta, dicendo che le spese legali lo avevano lasciato sul lastrico, e si dichiarò non in grado di pagare il risarcimento. Interrogato nel 2004 circa il risarcimento disse di non aver mai pagato nulla, e nel corso di un'intervista radiofonica nel 2017 disse di non essere assolutamente pentito di avere sparato a quattro negri.

## Riferimenti nella cultura popolare
- Gli episodi In una vettura della metropolitana ed Eccesso di legittima difesa della serie televisiva Law & Order sono basati sull'incidente.
- La sparatoria è menzionata in una puntata di Criminal Minds intitolata Il giustiziere (stagione 1, episodio 17), dove un vigilante uccide dei criminali che sono stati ingiustamente assolti.
- Goetz è citato per nome nella canzone del 1989 We Didn't Start the Fire di Billy Joel, in Hold On di Lou Reed nell'album New York (1989), e in Stop the Train dei Beastie Boys sull'album Paul's Boutique (1989).
- La storia del processo a Bernhard Goetz è trattata in una puntata della serie televisiva American Playhouse, The Trial of Bernhard Goetz (stagione 7, episodio 12).
- Il film del 1993 Un giorno di ordinaria follia è parzialmente ispirato alla sparatoria nella metropolitana.[41]
- La sparatoria ha ispirato la trama del film Joker del 2019, dove la figura del protagonista è in parte basata su Goetz.[42][43]
- Il caso di Bernhard Goetz è descritto nella seconda puntata della docuserie Processi mediatici prodotta da Netflix.[44][45]